# Debatik Curri
Debatik Curri (født 27. juli 1983 i Pristina, Kosovo) er en fodboldspillere fra Kosovo/Albanien, der spiller for FC Sevastopol i Ukraine. Curri spiller primært i det centrale forsvar, men kan også bruges som venstre back eller defensiv midtbanespiller.

## Klubkarriere
Han spillede i sin barndomsklub FC Prishtina i de to første år i hans senior karriere, startende i 2003 og sluttende i 2005, hvorefter han skiftede til ukrainske Vorskla Poltava. Her spillede han i 5 år, og nåede at spillede 148 ligakampe for klubben.
I sommeren 2010 sluttede han sig til Gençlerbirliği i Tyrkiet. Her spillede han i de tre næste sæsoner, og forlod klubben til sit kontraktudløb i sommerpausen 2013. Efter et kort ophold i Hoverla Uzhhorod, skiftede han i vinterpausen 2014 til Ukraine igen, denne gang til FC Sevastopol.

## International karriere
Curri fik sin debut for det Albanske landshold den 2. september 2006. Derudover fik han sin debut for Kosovos landshold den 21. maj 2014 imod Tyrkiet.